# Rino De Togni
Rino De Togni (Baruchella, 27 ottobre 1922 – Malesco, 24 giugno 1983) è stato un calciatore italiano, di ruolo terzino sinistro.

## Carriera
Ha disputato nove stagioni con la maglia del Novara, sette in Serie A e, dopo la retrocessione della stagione 1955-1956, due in Serie B, totalizzando complessivamente 210 presenze in massima serie, con all'attivo una rete in occasione della sconfitta esterna contro la SPAL del 14 ottobre 1951, e 52 presenze fra i cadetti.